# FCドゥストリク
FCドゥストリク (英語: FC Dustlik、(ウズベク語: FC Do'stlik) はウズベキスタン・タシュケント州のヤンギバザールを本拠地としていたプロサッカークラブである。国内最上位リーグであるウズベク・リーグでは1999年、2000年と連覇を果たした ものの、2003年に解散した。

## 歴史
1993年に設立された。1995年まではポリトデル (Политотдел) というクラブ名だったが、以降ドゥストリクとしてウズベク・リーグを戦った。1999、2000年シーズンに連覇を果たしたものの、ウズベキスタンサッカー連盟 (UFF) より受けていた融資の返済ができず、2003年に解散となった。

## 獲得タイトル
- ウズベク・リーグ: 2
  - 1999、2000

## 歴代所属選手
- ジャファル・イリスメトフ 1998, 2000